# Nowe Siodło
Nowe Siodło (niem. Neudorf) – wieś w Polsce położona w województwie dolnośląskim, w powiecie wałbrzyskim, w gminie Mieroszów, w Obniżeniu Mieroszowskim, u podnóża Gór Suchych w Sudetach Środkowych.
Nowe Siodło leży przy lokalnej drodze na wschód od Mieroszowa, przy granicy czeskiej.
W latach 1975–1998 miejscowość administracyjnie należała do województwa wałbrzyskiego.
We wsi znajduje się Centrum Obsługi Placówek Opiekuńczo-Wychowawczych Nowe Siodło i następujące instytucje: 
- Placówka Opiekuńczo-Wychowawcza Catharina 1
- Placówka Opiekuńczo-Wychowawcza Catharina 2
- Placówka Opiekuńczo-Wychowawcza Catharina 3
- Placówka Opiekuńczo-Wychowawcza Catharina 4[6]

## Szlaki turystyczne
- przez miejscowość przebiega zielony, znakowany szlak prowadzący wzdłuż granicy polsko-czeskiej z Tłumaczowa do Przełęczy Okraj[5].